# Gin Gin
Cet article concerne la ville du Queensland. Pour la ville d'Australie-Occidentale, voir Gingin (Australie-Occidentale).
Gin Gin est une ville située dans l'État australien du Queensland. Commune rurale de 890 personnes sur le Bruce Highway, à 40 km au sud-ouest de Bundaberg et à 370 km au nord-ouest de Brisbane.

## Historique
En 1848, Gregory Blaxland et William Forster s’installent à Tirroan (futur quartier de Gin Gin) avec des moutons. (Blaxland est l'un des trois explorateurs qui ont traversé les Blue Mountains et Forster est un futur premier ministre de New South Wales).
Tirroan a été vendu après quelques années et renommé Gingin, et par la suite Gin Gin. Gin Gin a ensuite été détenue par Thomas McIlwraith, le premier ministre du Queensland, qui a remplacé les moutons par du bétail.
L'administration locale a choisi le nom de Gin Gin officiellement en 1879. Peu après l'exploitation minière du cuivre commence à l'ouest de New Moonta, puis le mont Perry devient un important centre minier. Une ligne de chemin de fer de Bundaberg à Mount Perry est construite de 1881 à 1884, passant par Gin Gin, en 1881.
Une école primaire a été ouverte en 1882, une école secondaire en 1883, et une église catholique en 1889.
La culture des bovins à viande et la culture du maïs prend une importance considérable, puis la canne à sucre et la culture du bois. Le maïs et le bois ont été transportés en grandes quantités par chemin de fer, La canne est transformée dans une usine du gouvernement central (1896). Le moulin est venu sous propriété coopérative en 1927.
Entre 1901 et 1911 la population Gin Gin a plus que triplé.
En 1904, il y avait une diversité suffisante dans l'économie Gin Gin pour la formation d'une société agricole, pastorale et industries.
Un hôpital a été ouvert en 1915, en remplacement d'une installation de soins infirmiers et de maternité. La population a diminué pendant l'entre-deux-guerres pour redevenir équivalente à celle de 1911, mais la prospérité d'après-guerre a permis l'arrivée de l'électricité en 1952 et un régime d'assainissement en 1967. Une école secondaire est ouverte en 1973.
La gare de Gin Gin est aujourd'hui classée au patrimoine historique (depuis les années 1960).
Gin Gin possède aujourd'hui un hôpital, bowling, golf et des installations de natation, les écoles publiques primaires et secondaires (1881, 1972), trois motels, des commerces de proximité et un abattoir. Il y a aussi un centre d'information touristique et un musée d'histoire.